# 香月あんな
香月 あんな（かづき あんな、1975年10月20日 - ）は、日本の元AV女優。

## 略歴
1996年にAV女優としてデビュー。アダルト業界に入ったきっかけは「何人ものスタッフの前でセックスするという異常性にハマッてしまい、性欲が満足できて、それでお金が貰えるから」。AV活動と並行して1996年～1998年までテレビ東京の深夜番組『ギルガメッシュないと』（テレビ東京）にレギュラー出演して人気を得た。
主に90年代後半に深夜番組やVシネマで活躍したが、2000年代前半に引退したと見られ、現在の詳細は不明である。

## 人物
- 東京都出身[3]
- 血液型：O型
- 身長：155cm
- バスト88cm、ウエスト60cm、ヒップ90cm
- 趣味：旅行、カラオケ、映画鑑賞、パソコン
- 特技：料理

## 出演作品

### アダルトビデオ（撮りおろし作品）
1996年
- 美肉（1996年6月24日、h.m.p）＊デビュー作
- 禁断症状（1996年7月29日、h.m.p）
- メスざかり（1996年8月25日、h.m.p）
- 官能えじき（1996年10月19日、h.m.p）
- 乱れ腰じゅずつなぎ（1996年11月14日、h.m.p）
- 淫獣伝説 第二章 Wエロス 身悶える巨乳娘達 香月あんな・小室りりか（1996年12月31日、アリスJAPAN）

1997年
- ディープレズ・欲情する女達 香月あんな・羽鳥さやか（1997年1月21日、KUKI）
- 人間廃業（1997年2月25日、アリスJAPAN）
- 淫華乱舞 香月あんな・桜木亜美（1997年3月9日、メディアステーション）
- 穴舐め狂騒曲（1997年6月25日、芳友舎）

1998年
- 緊縛接待の女 2（1998年6月26日、シネマジック VS-518）
- インモラルカルテ 女尻病棟（1998年7月24日、シネマジック VS-522）
- FUCKオンザビーチ イン サイパン 香月あんな・早坂ルナ（1998年8月26日、キュー・プランニング）

### アダルトビデオ（オムニバス作品、編集もの、BESTもの）
1996年
- 異常者たちの夜 ワイセツSEX病棟 香月あんな・桜木亜美・中井淳子 他（1996年9月27日、エイトマン NE-009）
- エロすぐり8連発!! 極上娘喰いまくり編 小室友里・白石ゆか・星野杏里・香月あんな 他（1996年12月19日、h.m.p）

1997年
- 素晴らしき淫乱王国 川奈ゆい・桜沢奈々子・香月あんな 他（1997年4月16日、芳友舎）
- 人間廃業ファイル VOL.2 北原梨奈・麻生早苗・川浜なつみ・香月あんな・持田薫（1997年8月1日、アリスJAPAN）
- 異常者たちの夜 ワイセツSEX病棟 濃縮版 香月あんな・桜木亜美・中井淳子 他（1997年9月3日、h.m.p/エイトマン FRV00-67）

1998年
- AVアイドル犯り逃げ大作戦 現場にオジャマ! 総集編 真木いづみ・小室友里・香月あんな・桜沢奈々子 他（1998年2月23日、h.m.p）
- 白衣の愛奴たち Abnormal Nurse-call 香月あんな・持田薫・水島千彰 他（1998年11月27日、シネマジック）

1999年
- ベスト・オブ・シネマジック 被虐の天使たち'98 夏樹みゆ・香月あんな・白鳥七瀬 他（1999年4月30日、シネマジック）

2000年以降
- 奈落のキャンペーンガール EX 秋本那夜・香月あんな・星崎るな（2000年2月25日、シネマジック）
- 新ノーズコレクション 鼻女倶楽部 3 全15名（2000年12月8日、シネマジック）＊オムニバス作品
- セブン VOL.5 七つの恋の物語 星野くるみ・麻生早苗・宝生奈々・香月あんな 他（2000年12月21日、h.m.p）
- 女喰い異常者の夜開く（2007年10月31日、ビデオバンク）「女喰い/	小室友里」「異常者たちの夜/香月あんな」を収録
- 現場にオジャマ！総集編 AVアイドル犯り逃げ大作戦 永井しおり・桜沢菜々子・小室友里・香月あんな 他（2008年9月27日、h.m.p）
- BODY CORE 鮎川あみ・後藤えり子・樹まり子・香月あんな 他（2009年1月24日、h.m.p）

## テレビ番組
- ギルガメッシュないと(テレビ東京)
- 出動!ミニスカポリス(テレビ東京)

## 映画
- オーガズモ[4]（1997年製作 アメリカ映画 2000年9月23日 日本公開）監督: トレイ・パーカー

## Vシネマ
- 裏バンキシャ（1996年、グラッソ）監督:大沼栄太郎[5]
- エロ番記者（1997年4月25日、カレス・コミュニケーションズ）監督:大沼栄太郎 [6]
- やりにげ FUCK & RUN（1997年9月5日、徳間ジャパンコミュニケーションズ）監督:金田敦 ＊みうらじゅん原作[7]
- 実姉奴隷（1997年9月21日、ミュージアム）監督:佐藤陸夫[8]
- 痴漢白書 7（1997年12月2日、ピンクパイナップル）監督:石岡正人[9]
- 火曜日の美容師たち（1998年2月21日、TMC）監督:干支独活[10]
- 東京蜜会 愛は危険な香り（1998年6月22日、レジェンド・ピクチャーズ）監督:西保典[11]
- 危険なOLたちスペシャル（2002年、レジェンド・ピクチャーズ）監督:金田敬[12]
- 痴漢白書 スペシャルハード（2003年5月9日、ピンクパイナップル）監督:生野真琴[13]

## CD
- Hako（覇虎）（With Bibian）- Mama / 恋の東京ナイトクラビング（1997年11月21日、日本クラウン）

1. mama（Hako with Bibian）
2. mama（カラオケ）
3. 恋の東京ナイトクラビング（山崎まさや & Hako）
4. 恋の東京ナイトクラビング（カラオケ）
5. 恋の東京ナイトクラビング（山崎まさや & 香月あんな）
6. 恋の東京ナイトクラビング（カラオケ/香月あんなちゃんと唄おうヴァージョン）

- BASS野郎 エロチカ[14]（2000年2月23日、ビクターエンタテインメント）＊香月あんな・矢沢ようこ・夏木あやのが、ベース・サウンドに合わせて喘ぐ企画もの

## 写真集
- 女性アイドル写真集 FRIENDS 香月あんな・羽鳥さやか・甲野みさと・夏樹せな（1996年11月11日、シュベール出版）撮影:イエローヤンキーズ
- 女性アイドル写真集 凌辱写真 2 ナイスバディを犯せ! 麻生早苗・荒井まどか・香月あんな 他（1997年1月20日、東京三世社）撮影:浜田一喜